# むっちゃん万十
むっちゃん万十（むっちゃんまんじゅう）は福岡県福岡市に本部を置き、大野城市に創業店舗を置く有限会社T.M.Kが販売している焼き菓子の商品名であり、同社の店舗・フランチャイズ店舗の店名でもある。

## 概要

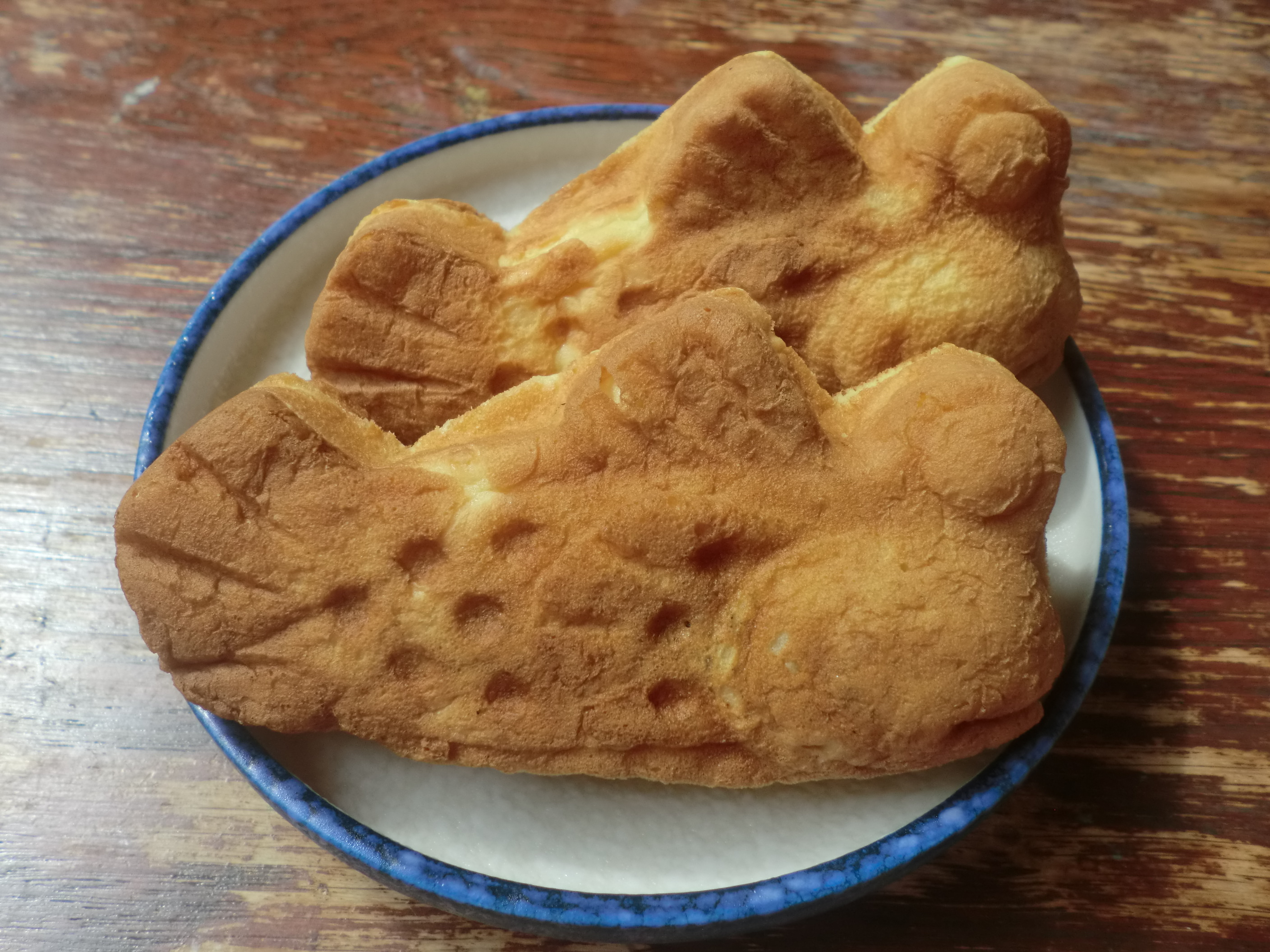
むっちゃん万十

長崎県諫早市出身である玉乃屋の創業者が地元の自然をPRしようと考えてムツゴロウの形の菓子を考案し、ムツゴロウの愛称であるむっちゃんの名を付けて1980年代後半に発売した。むっちゃん万十には、諫早湾干拓などで減っていく有明海だけに生息する希少魚であるムツゴロウを形に残そうとした玉乃屋の創業者の思いがつまっており、「むっちゃん」の愛称も創業者がムツゴロウの愛称として考案した名称であり、意匠登録・商標出願もなされている。
玉乃屋は福岡市および周辺部に店舗をフランチャイズ展開している。生地は今川焼きやたい焼きのように小麦粉、砂糖、重曹などからつくり鉄板の焼き型に入れて焼く。焼き型はムツゴロウの形をしている。具材は餡のほか、卵、キャベツ、塩、ハムなど独自の具材がある。ハムエッグなどに使われている、マヨネーズは特注品で加熱処理しても品質として問題ない商品が使われている。2007年現在、ハムエッグが売上の7割近くを占める。
2019年7月現在、店舗数は15店。

## 主な商品
- ハムエッグ（タマゴとハムとキャベツと塩と特製マヨネーズ）220円
- ウインナー（ウィンナーとキャベツと塩と特製マヨネーズ）220円
- むっちゃんバーガー（キャベツとハンバーグの種とケチャップ等）220円
- カスタード（カスタードクリーム使用）200円
- アン（白あん、黒あん）各200円
- ツナサラダ（ツナとドレッシング、野菜を混ぜたアンを使用）220円
- とんとん（豚の角煮とキャベツ、特製マヨネーズ等）300円
- ごろごろちゃん（タコとソースとキャベツ、特製マヨネーズ等）300円